# Cobro
Cobro ist ein Ort und eine Gemeinde im Norden Portugals.

## Geschichte und Ortsname
Die heutige Ortschaft entstand vermutlich im Verlauf der Neubesiedlungen nach der mittelalterlichen Reconquista.
Der Ortsname geht einer volkstümlichen Legende nach auf eine außergewöhnlich großen Schlange (port. Cobra) zurück, die das heutige Gemeindegebiet zu Zeiten der Ortsgründung bewohnte. Eine andere Theorie sieht den Ursprung in der Substantivierung des Verbs cobrar (port. für erheben, einziehen), die hier in der Abgabe von einem Teil der Schweineschlachtung vom Pächter an den Landbesitzer bestand. Cobro bezeichnete hier auch einen breiten Speckstreifen aus dem Schweinebauch. Der Abt und Historiker Pedro A. Ferreira dagegen führt Cobro, wie Cobrosa, auf den gleichen Wortstamm wie Sobro und Sobrosa zurück, der aus Sobreiro stammt, der portugiesischen Bezeichnung für Korkeiche.
Um 1890 wurde die Gemeinde Vila Verde für einige Jahre Cobro angegliedert. Einige Jahre später kam auch die Gemeinde Barcel zu Cobro, bis Barcel 1936 wieder eigenständig wurde.

## Sehenswürdigkeiten
Neben der Natur, die über Wanderwege der Kreisverwaltung Mirandela erschlossen ist, befinden sich einige Baudenkmäler in der Gemeinde Cobro, insbesondere folgende Sakralbauten:
- Igreja de São Sebastião, Gemeindekirche von Cobro[4]
- Nicho do Sagrado Coração de Jesus, Gebetsnische bzw. Bildstock[5]
- Capela de Santa Bárbara, Kapelle[6]
- Capela de Nossa Senhora de Fátima, Kapelle[7]
- Capela de Nossa Senhora da Conceição, Kapelle[8]

## Verwaltung
Cobro ist Sitz der gleichnamigen Gemeinde (Freguesia) im Kreis (Concelho) von Mirandela im Distrikt Bragança. In ihr leben 154 Einwohner auf einer Fläche von 12 km² (Stand 19. April 2021). Die tatsächliche Gemeindeverwaltung hat ihren Sitz in der Ortschaft Rego de Vide.
Zwei Ortschaften liegen im Gemeindegebiet:
- Cobro
- Rego de Vide